# Vita Örn
Vita Örn (äldre stavning Hvita Örn) var ett segelfartyg och en fregatt i svenska flottan, som byggdes och sjösattes 1711 i Karlskrona. Skeppet tillfångatogs av danskarna 1715 i samband med sjöslaget i Femer bält. Hon deltog senare på dansk sida i slaget vid Dynekilen 1716. Vita Örn var bestyckad med 30 kanoner.